# Format berlinois

Comparaison de quelques formats de journaux. Dimensions en millimètres.

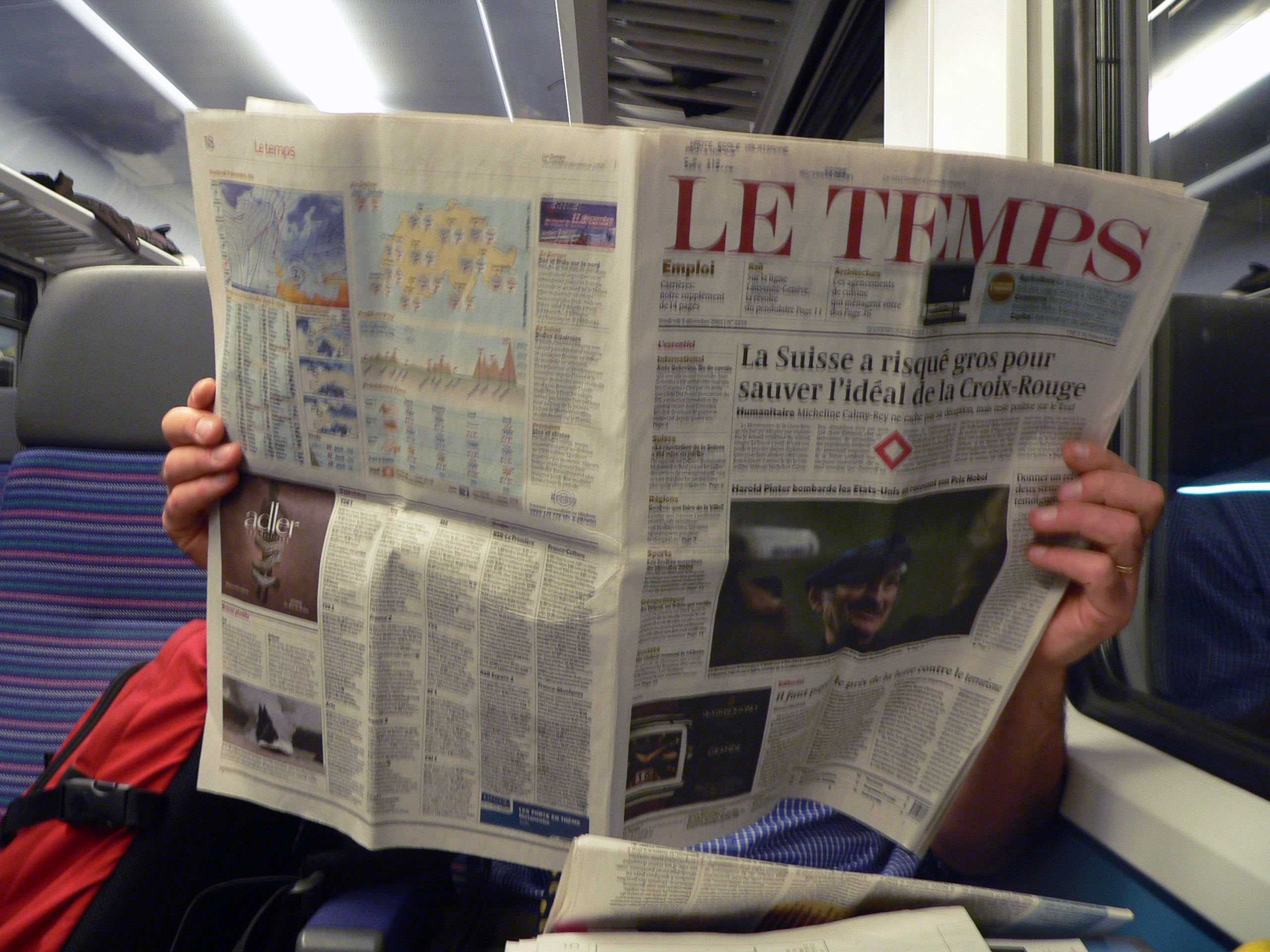
Le quotidien suisse Le Temps a un format berlinois.

Le format berlinois est un format de journal inventé par le quotidien allemand Berliner Zeitung : il correspond à une longueur (ou hauteur) de 470 millimètres pour une largeur de 315. Il est utilisé par de nombreux journaux d'information gratuits, entre autres.

## Quelques titres au format berlinois

### Journaux allemands
- Abendzeitung
- Junge Welt
- Kölner Stadt-Anzeiger
- Die Tageszeitung

### Journaux autrichiens
- Oberösterreichische Nachrichten
- Die Presse
- Salzburger Nachrichten
- Der Standard
- Tiroler Tageszeitung

### Journaux belges
- Het Nieuwsblad (en néerlandais)
- De Morgen (en néerlandais)
- Le Soir (en français)
- Grenz-Echo (en allemand)

### Journaux britanniques et américains
- The Guardian (britannique) jusqu'à fin 2017, puis passage au format tabloïd[1]
- Journal & Courier (américain)
- The Observer (britannique) jusqu'à fin 2017, puis passage au format tabloïd[1]
- Today's Zaman (britannique)

### Journaux français
- Les Échos
- Le Figaro
- Le Monde
- Le Monde diplomatique
- L'Opinion
- L'Europe

#### Régionaux
- L'Alsace
- Corse-Matin
- La Corse Votre Hebdo
- Le Courrier de l'Ouest
- La Dépêche du Midi
- Dernières Nouvelles d'Alsace
- L'Est-Éclair
- L'Indépendant
- Le Maine libre
- Le Populaire du Centre
- La Montagne
- Ouest-France
- Le Progrès saint-affricain
- La Provence
- L'Ardennais

### Journaux italiens
- La Repubblica
- La Stampa

### Autres pays
- El Mercurio de Valparaíso (Chili)
- Haaretz (Israël)
- Jornal do Brasil (Brésil)
- Le Temps (Suisse)
- La Tercera (Chili)
- La Vanguardia (Espagne)
- Večernji list (Croatie)
- Zaman (Turquie)